# Hålvattsmyrorna
Hålvattsmyrorna este o arie protejată (arie specială de conservare — SAC, sit de importanță comunitară — SCI) din Suedia întinsă pe o suprafață de 172,4 ha, integral pe uscat.

## Localizare
Centrul sitului Hålvattsmyrorna este situat la coordonatele 64°12′14″N 20°09′47″E / 64.2038°N 20.163°E.

## Înființare
Situl Hålvattsmyrorna a fost declarat sit de importanță comunitară în iunie 2001 pentru a proteja un număr necunoscut de specii din flora spontană și fauna sălbatică aflate în arealul zonei. Situl a fost protejat și ca arie specială de conservare în martie 2011.

## Biodiversitate
Situată în ecoregiunea boreală, aria protejată conține 4 habitate naturale: Păduri fino-scandinave bogate în ierburi cu Picea abies, Cursuri de apă de la nivel de câmpie la nivel montan, cu vegetație Ranunculion fluitantis și Callitricho-Batrachion, Turbării Aapa, Taiga vestică.
La baza desemnării sitului se află un număr nedeclarat de specii protejate.